# Râul Coriile Mari
Râul Coriile Mari este curs de apă afluent al râului Bâsca Mare. 

## Hărți
- Harta Siriu - Trasee Montane
- Harta Munții Buzăului [nefuncțională – arhivă]